# Llista d'asteroides/138401-138500
| Nom      | Designació provisional | Data de descobriment | Lloc de descobriment | Descobridor/s        |
| -------- | ---------------------- | -------------------- | -------------------- | -------------------- |
| 138401 - | 2000 HB13              | 28 d'abril de 2000   | Socorro              | LINEAR               |
| 138402 - | 2000 HN14              | 27 d'abril de 2000   | Socorro              | LINEAR               |
| 138403 - | 2000 HM21              | 27 d'abril de 2000   | Socorro              | LINEAR               |
| 138404 - | 2000 HA24              | 28 d'abril de 2000   | Socorro              | LINEAR               |
| 138405 - | 2000 HV24              | 24 d'abril de 2000   | Anderson Mesa        | LONEOS               |
| 138406 - | 2000 HN27              | 28 d'abril de 2000   | Socorro              | LINEAR               |
| 138407 - | 2000 HR27              | 28 d'abril de 2000   | Socorro              | LINEAR               |
| 138408 - | 2000 HY28              | 30 d'abril de 2000   | Socorro              | LINEAR               |
| 138409 - | 2000 HH30              | 28 d'abril de 2000   | Socorro              | LINEAR               |
| 138410 - | 2000 HV31              | 29 d'abril de 2000   | Socorro              | LINEAR               |
| 138411 - | 2000 HY33              | 25 d'abril de 2000   | Anderson Mesa        | LONEOS               |
| 138412 - | 2000 HD34              | 25 d'abril de 2000   | Anderson Mesa        | LONEOS               |
| 138413 - | 2000 HW39              | 30 d'abril de 2000   | Kitt Peak            | Spacewatch           |
| 138414 - | 2000 HY41              | 29 d'abril de 2000   | Socorro              | LINEAR               |
| 138415 - | 2000 HM44              | 26 d'abril de 2000   | Anderson Mesa        | LONEOS               |
| 138416 - | 2000 HB45              | 26 d'abril de 2000   | Anderson Mesa        | LONEOS               |
| 138417 - | 2000 HN48              | 29 d'abril de 2000   | Socorro              | LINEAR               |
| 138418 - | 2000 HZ48              | 29 d'abril de 2000   | Socorro              | LINEAR               |
| 138419 - | 2000 HU56              | 24 d'abril de 2000   | Anderson Mesa        | LONEOS               |
| 138420 - | 2000 HA57              | 24 d'abril de 2000   | Anderson Mesa        | LONEOS               |
| 138421 - | 2000 HJ59              | 25 d'abril de 2000   | Anderson Mesa        | LONEOS               |
| 138422 - | 2000 HP60              | 25 d'abril de 2000   | Anderson Mesa        | LONEOS               |
| 138423 - | 2000 HB64              | 26 d'abril de 2000   | Anderson Mesa        | LONEOS               |
| 138424 - | 2000 HP66              | 26 d'abril de 2000   | Kitt Peak            | Spacewatch           |
| 138425 - | 2000 HV68              | 29 d'abril de 2000   | Socorro              | LINEAR               |
| 138426 - | 2000 HY69              | 26 d'abril de 2000   | Anderson Mesa        | LONEOS               |
| 138427 - | 2000 HG75              | 27 d'abril de 2000   | Socorro              | LINEAR               |
| 138428 - | 2000 HG77              | 28 d'abril de 2000   | Anderson Mesa        | LONEOS               |
| 138429 - | 2000 HP77              | 28 d'abril de 2000   | Anderson Mesa        | LONEOS               |
| 138430 - | 2000 HS80              | 28 d'abril de 2000   | Anderson Mesa        | LONEOS               |
| 138431 - | 2000 HZ81              | 29 d'abril de 2000   | Socorro              | LINEAR               |
| 138432 - | 2000 HM82              | 29 d'abril de 2000   | Socorro              | LINEAR               |
| 138433 - | 2000 HV82              | 29 d'abril de 2000   | Socorro              | LINEAR               |
| 138434 - | 2000 HF83              | 29 d'abril de 2000   | Socorro              | LINEAR               |
| 138435 - | 2000 HX87              | 27 d'abril de 2000   | Socorro              | LINEAR               |
| 138436 - | 2000 HA89              | 29 d'abril de 2000   | Socorro              | LINEAR               |
| 138437 - | 2000 HN89              | 29 d'abril de 2000   | Socorro              | LINEAR               |
| 138438 - | 2000 HG95              | 28 d'abril de 2000   | Socorro              | LINEAR               |
| 138439 - | 2000 HD98              | 26 d'abril de 2000   | Ondřejov             | Ondřejov Observatory |
| 138440 - | 2000 HP99              | 26 d'abril de 2000   | Anderson Mesa        | LONEOS               |
| 138441 - | 2000 HB100             | 27 d'abril de 2000   | Socorro              | LINEAR               |
| 138442 - | 2000 HN103             | 27 d'abril de 2000   | Anderson Mesa        | LONEOS               |
| 138443 - | 2000 HR104             | 25 d'abril de 2000   | Kitt Peak            | Spacewatch           |
| 138444 - | 2000 JS1               | 1 de maig de 2000    | Socorro              | LINEAR               |
| 138445 - | 2000 JF2               | 2 de maig de 2000    | Drebach              | Drebach              |
| 138446 - | 2000 JP4               | 1 de maig de 2000    | Kitt Peak            | Spacewatch           |
| 138447 - | 2000 JQ6               | 4 de maig de 2000    | Socorro              | LINEAR               |
| 138448 - | 2000 JV7               | 4 de maig de 2000    | Kitt Peak            | Spacewatch           |
| 138449 - | 2000 JF8               | 5 de maig de 2000    | Kitt Peak            | Spacewatch           |
| 138450 - | 2000 JQ8               | 4 de maig de 2000    | Socorro              | LINEAR               |
| 138451 - | 2000 JR9               | 3 de maig de 2000    | Socorro              | LINEAR               |
| 138452 - | 2000 JO10              | 7 de maig de 2000    | Socorro              | LINEAR               |
| 138453 - | 2000 JO11              | 3 de maig de 2000    | Socorro              | LINEAR               |
| 138454 - | 2000 JQ11              | 3 de maig de 2000    | Socorro              | LINEAR               |
| 138455 - | 2000 JQ13              | 6 de maig de 2000    | Socorro              | LINEAR               |
| 138456 - | 2000 JD21              | 6 de maig de 2000    | Socorro              | LINEAR               |
| 138457 - | 2000 JN23              | 7 de maig de 2000    | Socorro              | LINEAR               |
| 138458 - | 2000 JS24              | 7 de maig de 2000    | Socorro              | LINEAR               |
| 138459 - | 2000 JQ31              | 7 de maig de 2000    | Socorro              | LINEAR               |
| 138460 - | 2000 JP33              | 7 de maig de 2000    | Socorro              | LINEAR               |
| 138461 - | 2000 JA35              | 7 de maig de 2000    | Socorro              | LINEAR               |
| 138462 - | 2000 JO41              | 7 de maig de 2000    | Socorro              | LINEAR               |
| 138463 - | 2000 JV41              | 7 de maig de 2000    | Socorro              | LINEAR               |
| 138464 - | 2000 JJ42              | 7 de maig de 2000    | Socorro              | LINEAR               |
| 138465 - | 2000 JV42              | 7 de maig de 2000    | Socorro              | LINEAR               |
| 138466 - | 2000 JO43              | 7 de maig de 2000    | Socorro              | LINEAR               |
| 138467 - | 2000 JL44              | 7 de maig de 2000    | Socorro              | LINEAR               |
| 138468 - | 2000 JW44              | 7 de maig de 2000    | Socorro              | LINEAR               |
| 138469 - | 2000 JJ56              | 6 de maig de 2000    | Socorro              | LINEAR               |
| 138470 - | 2000 JF60              | 7 de maig de 2000    | Socorro              | LINEAR               |
| 138471 - | 2000 JC75              | 5 de maig de 2000    | Anderson Mesa        | LONEOS               |
| 138472 - | 2000 JB77              | 7 de maig de 2000    | Socorro              | LINEAR               |
| 138473 - | 2000 JT78              | 4 de maig de 2000    | Kitt Peak            | Spacewatch           |
| 138474 - | 2000 JP79              | 5 de maig de 2000    | Socorro              | LINEAR               |
| 138475 - | 2000 JD84              | 5 de maig de 2000    | Socorro              | LINEAR               |
| 138476 - | 2000 JJ85              | 4 de maig de 2000    | Anderson Mesa        | LONEOS               |
| 138477 - | 2000 JY86              | 1 de maig de 2000    | Kitt Peak            | Spacewatch           |
| 138478 - | 2000 JF87              | 2 de maig de 2000    | McDonald             | T. L. Farnham        |
| 138479 - | 2000 KU2               | 26 de maig de 2000   | Socorro              | LINEAR               |
| 138480 - | 2000 KZ2               | 27 de maig de 2000   | Socorro              | LINEAR               |
| 138481 - | 2000 KD3               | 26 de maig de 2000   | Kitt Peak            | Spacewatch           |
| 138482 - | 2000 KR4               | 27 de maig de 2000   | Socorro              | LINEAR               |
| 138483 - | 2000 KT7               | 27 de maig de 2000   | Socorro              | LINEAR               |
| 138484 - | 2000 KD9               | 28 de maig de 2000   | Socorro              | LINEAR               |
| 138485 - | 2000 KY9               | 28 de maig de 2000   | Socorro              | LINEAR               |
| 138486 - | 2000 KH11              | 28 de maig de 2000   | Socorro              | LINEAR               |
| 138487 - | 2000 KF15              | 28 de maig de 2000   | Socorro              | LINEAR               |
| 138488 - | 2000 KY16              | 28 de maig de 2000   | Socorro              | LINEAR               |
| 138489 - | 2000 KL17              | 28 de maig de 2000   | Socorro              | LINEAR               |
| 138490 - | 2000 KK20              | 28 de maig de 2000   | Socorro              | LINEAR               |
| 138491 - | 2000 KE27              | 28 de maig de 2000   | Socorro              | LINEAR               |
| 138492 - | 2000 KF34              | 27 de maig de 2000   | Socorro              | LINEAR               |
| 138493 - | 2000 KQ35              | 27 de maig de 2000   | Socorro              | LINEAR               |
| 138494 - | 2000 KD37              | 24 de maig de 2000   | Kitt Peak            | Spacewatch           |
| 138495 - | 2000 KG37              | 24 de maig de 2000   | Kitt Peak            | Spacewatch           |
| 138496 - | 2000 KE38              | 24 de maig de 2000   | Kitt Peak            | Spacewatch           |
| 138497 - | 2000 KS42              | 25 de maig de 2000   | Kitt Peak            | Spacewatch           |
| 138498 - | 2000 KV42              | 25 de maig de 2000   | Kitt Peak            | Spacewatch           |
| 138499 - | 2000 KE43              | 26 de maig de 2000   | Kitt Peak            | Spacewatch           |
| 138500 - | 2000 KF51              | 30 de maig de 2000   | Kitt Peak            | Spacewatch           |